# Detlef Zabel
Pour les articles homonymes, voir Zabel.
Detlef Zabel (né le 12 février 1933 à Berlin) est un coureur cycliste allemand.

## Biographie
En 1948, à 15 ans, Detlef Zabel rejoint l'association sportive SG Derby Pankow. Zabel suit une formation de serrurier et est d'abord employé dans une imprimerie à Leipzig. Pendant ce temps, il commence pour le club BSG Rotation Leipzig. En 1950, en tant que jeune cycliste, Detlef Zabel remporte la toute première course organisée lors de la Berliner Winterbahnrennen (de). En 1951 et 1953, lui et son équipe sont champions du monde. De 1951 à 1957, il est membre de l'équipe nationale est-allemande de cyclisme sur route. La tâche du polyvalent est principalement le soutien de Gustav-Adolf Schur. En 1955, il participe à la Course de la Paix et termine neuvième au classement général, tandis que Schur gagne ; Schur et Zabel roulent sur des vélos de course Diamant. En récompense de son exploit, Zabel reçoit un accordéon (offert par IG Nahrungsmittel, Genuss, Gaststätten Zwickau), qu'il donne au musée cycliste de la Course de la Paix à Kleinmühlingen en 2007 lors de son ouverture. Son meilleur résultat dans une grande course nationale est en 1954 lorsqu'il termine deuxième derrière Schur dans le championnat de course sur route d'Allemagne de l'Est.

## Famille
Detlef Zabel est le père d'Erik Zabel et le grand-père de Rick Zabel, tous deux également coureurs cyclistes.